# صدى القدر
صدى القدر أو رنين القدر(بالإنجليزية: Resonance of Fate )‏، هي لعبة فيديو تقمص الأدوار تم تطويرها بواسطة،تري أيس ونشرتها، قصة طويلة، للبلاي ستيشن 3 وألعاب إكس بوكس 360. تم إصدارها في يناير 2010 في اليابان ومارس 2010 في المناطق الغربية. تستخدم اللعبة، نظام قتال إستراتيجي سريع الخطى، يدور حول أنواع مختلفة من الأسلحة النارية، وحركات مركبة بين الشخصيات الثلاثة القابلة للعب. تم إصدار جهاز إعادة تشكيل 4K / HD في جميع أنحاء العالم، لجهاز بلاي ستيشن 4، وميكروسوفت ويندوز في 18 أكتوبر 2018.

## اللعب
معركة صدى القدر مع نظام مقاييس الحافة في الأسفل.
تستخدم معركة صدى القدر ظام معركة ثلاثي الهجوم، والذي يتضمن مزيجًا من عناصر التحكم في الوقت الفعلي والقائمة على أساس الأدوار. خلال دور كل شخصية، يمكن للاعب التحرك والقيام بحركات محدودة بعدد نقاط الحركة. ينتهي الدور عندما يهاجم اللاعب أو يتم استنفاد جميع نقاط العمل. الشروع في هجوم يستخدم نظام الشحن؛ بمجرد تحديد الهدف، يتم توجيه الهجوم حتى يمتلئ العداد ويتم إطلاق العنان للهجوم. يمكن للاعبين أيضًا اختيار شن الهجوم عدة مرات لشن هجوم أكثر قوة. الوقت اللازم لتوجيه الاتهام يعتمد على قرب العدو. يحتاج الأعداء الأقرب إلى وقت شحن أقل ولكنه يجعل اللاعب أكثر عرضة للهجوم. يحتاج الأعداء أيضًا إلى تهمة للهجوم وتنطوي إستراتيجية المعركة على مقاطعة تهمهم. هناك نوعان من الضرر في اللعبة. الأول هو الضرر الناتج عن الخدش، والذي لا يتم التعامل معه إلا بالبنادق الصغيرة. يتراكم ضرر الخدش بسرعة، لكن لا يمكنه قتل الخصم. يجب تحويل الضرر الناتج عن الخدش إلى ضرر مباشر، وذلك باستخدام المسدسات والقنابل اليدوية على العدو مع ضرر الخدش لإلحاق الهزيمة به.
يمكن للاعبين التنقل في ساحة المعركة بحرية، لكن لديهم خيار إنشاء مسارات محددة مسبقًا للشخصية لتتبعها. أثناء التحرك على طول هذه المسارات، تحصل الشخصيات على إمكانية الوصول إلى أفعال البطل، مما يجعلها محصنة ضد التلف وتسريع أوقات الشحن. ومع ذلك، يتطلب استخدام إجراءات البطل هذه استخدام الحواف؛ تعتبر هذه العناصر عنصرًا أساسيًا في المعركة ويتم إعادة شحنها من خلال مجموعة متنوعة من الأساليب، مثل تدمير أجزاء من أسلحة العدو ودروعه، أو قتل العدو. يمكن للشخصيات التي تستخدم حركات البطل الهجوم أثناء القفز في الهواء، كما أنها قادرة على شن هجمات خاصة تظهر على أنها مناورات سلاح ناري أنيقة. الأعداء قادرون فقط على التحرك أثناء تحرك الشخصية الحالية للاعب وعادة ما يهاجمون تلك الشخصية فقط.
بالإضافة إلى تأجيج تصرفات البطل، تعمل الحواف كضمان لهزيمة الشخصية. لن تتلقى الشخصيات أي ضرر مباشر طالما أن هناك حافة واحدة على الأقل. إذا كان هناك ما يكفي من الحواف المتبقية، فإن تلقي الضرر الذي قد يؤدي إلى هزيمة الشخصية بدلاً من ذلك يتسبب في سقوط الشخصية في الهواء وتحطيم الحافة إلى شظايا تنتشر عبر ساحة المعركة. إذا لم يتبق لدى اللاعب أي حدود، تنتقل الشخصيات إلى الوضع الحرج. يتسبب الوضع الحرج في أن تصبح الشخصيات خائفة للغاية، مما يجعلها غير قادرة على إطلاق النار بسرعة، وغير قادرة على استخدام حركات البطل، وتتسبب في ضرر مباشر من كل هجوم. يجب أن تجمع الشخصيات أربعة شظايا مدي من أجل استعادة الحافة وتجديد قوتها، ويمكن للأعداء حتى التقاط شظايا الحافة لتجديد الصحة والدروع. تنتهي اللعبة إذا قُتلت أي شخصية ولم تكن هناك حواف سليمة لحمايتها.
يجوز للاعب تعليق اللعبة وحفظها في أي وقت. عند الانتهاء من اللعبة، يمكن للاعب بدء لعبة جديدة، والتي تعيد تشغيل اللعبة بميزات معينة يتم ترحيلها وتفتح وضعًا أكثر صعوبة. مع كل إتمام ناجح لمستوى صعوبة جديد، ستصبح مستويات صعوبة أخرى متاحة حيث يتم مضاعفة صحة العدو وأضراره. توجد عشرة إعدادات صعوبة في رنين القدر.

## ملخص

### ضبط
يحدث صدى القدر على الأرض في المستقبل البعيد. تؤدي مستويات التلوث في الغلاف الجوي إلى تغييرات بيئية هائلة، مما يجعل العالم معاديًا لحياة الإنسان. على وشك الانقراض، ابتكرت البشرية بازل، وهي وحدة عملاقة لتنقية الهواء يتحكم فيها نظام زينيث. مع تدهور الظروف في الأرض المحيطة ببازل، تجمعت بقايا البشرية حولها وشيدوا مدينة عظيمة في قاعدة برج زينيث. بينما تتحكم بازل ونظام زينيث في البيئة المحيطة لجعلها صالحة للسكن للبشر، فإنها تتحكم أيضًا في السكان: يتم تحديد وضع كل شخص عند الولادة، ويتم التحكم في العمر الدقيق من خلال بلورات الكوارتز المبرمجة بواسطة زينيث. تطورت بازل لسنوات لا حصر لها لتصبح مجتمعًا مدفوعًا بالطبقة، فالعامة تنسى كل شيء عن ماضي بازل: أولئك الموجودون على قمة البرج هم قادة المدينة، ويطلق عليهم لقب كاردينالز، ويقومون بتلقين الناس دينًا يؤله نظام زينيث.

### الشخصيات
- زفير - نشأ في مدرسة دينية في سن مبكرة، وقد اقترح أنه كان منبوذًا لأنه لا يتفق مع التعاليم القائمة على الله؛ لدوافع غير واضحة تمامًا، أصبح زفير مشوشًا وقتل الجميع في المنشأة قبل أن يتم إخضاعه من قبل فاشيرون. على الرغم من توقع الموت، تدخلت زينيث. يبقى زفير مع فاشيرون كشريك له.[8] إنهم يكسبون رزقهم كـصيادين، مرتزقة يقومون بوظائف غريبة في جميع أنحاء بازل.[7] قام بأداء صوته سكوت مينفيل باللغة الإنجليزية وهيرو شيمونو باللغة اليابانية.[10][11]

- ليان في النسخة اليابانية) - امرأة شابة تعيش مع زفير وفاشيرون، تعمل كمتدرب في وظائفهم. تُعرف أيضًا 20باسم الموضوع رقم مضاءة «الجسم التجريبي No. 20») - كجزء من اختبار قدرات زينيث للتحكم في الحياة، من المفترض أن تموت عيد ميلادها العشرين رغم أنها نجت بطريقة ما بعد الوقت المحدد لها.[8] على عكس بقية الممثلين، تم تغيير اسمها في النسخ الغربية بالتشاور مع الفريق الأصلي ليناسب أذواق التسمية في الخارج بشكل أفضل. قامت جيسيكا ديكيكو بأداء صوت لين باللغة الإنجليزية وآيا إندو باللغة اليابانية.[11][11]
- فاشيرون جندي رسمي سابق في الكاردينالز كان الناجي الوحيد من فريقه، وهو الآن يكسب رزقه كقائد للصيادين. إنه يمثل شخصية الأخ الأكبر لزفير ولين، ولا يتحدث كثيرًا عن ماضيه ويتصرف باعتباره العضو الأكثر رقة في المجموعة. يتم التعبير عن فاشيرون بواسطة نولان الشمالية باللغة الإنجليزية وكين ناريتا باللغة اليابانية.[10][11]
- روين (، روين) - الكاردينال الحاكم في بازل، بصفته أحد الخصوم الرئيسيين. إنه الرجل الذي أذن بالتجربة التي خلقت ليان ونظرائها التسعة عشر. بسبب صدمة وفاة بريلات فريدا، يرغب في تحقيق حلمها وربما إعادتها إلى الحياة.[9] يتم التعبير عن روين بواسطة جيم وارد باللغة الإنجليزية وكيجي فوجيوارا باللغة اليابانية. [[10]
- سوليفان، ساريبان) - الكاردينال المسؤول عن التجارب على زفير وليان، والرجل الذي كشف في الأصل الطبيعة الحقيقية لنظام زينيث لـ روين. بحثه، بينما يعمل أيضًا ضد زينيث، يسير في اتجاه مختلف عن بحث روين، حيث يعمل على تحرير البشرية من الحاجة إلى البقاء بالقرب من زينيث.[9] تم التعبير عن سوليفان بواسطة كريس إدجرلي باللغة الإنجليزية وتاكيهيتو كوياسو باللغة اليابانية.[10]
- ريبيكا، - امرأة من خارج حدود بازل. إنها واحدة من عدد قليل من البشر الذين تُركوا ليموتوا خارج حدود بازل وطوروا مناعة وقوة خارقة، مما أدى بهم إلى كره شعب بازل. خلال هجوم، دخلت في جولة مع فاشيرون، وقد كسر عقلها زينيث. تم الاستيلاء عليها من قبل سوليفان، التي أقامت معها علاقة قوية. طوال معظم فترة اللعبة، لا تتحدث ريبيكا بشكل واضح، وبدلاً من ذلك تصدر أصواتًا غير لفظية. قامت كاثرين تابر بأداء صوت ريبيكا باللغة الإنجليزية ويوكانا باللغة اليابانية.[10][11]
- جوريس، يوريسو) - عالم عمل مع روين في المشروع الذي ولد ليان. بعد رؤية الأشخاص الآخرين يموتون في أوقاتهم المحددة، أشفق جوريس على ليان وأطلق سراحها، مما أدى إلى لقائها زفير وفاشيرون.[9] تم التعبير عن جوريس بواسطة كيرك ثورنتون باللغة الإنجليزية وهيدنوبو كيوشي باللغة اليابانية.[10][11]
- فريدا فوردا) - الأسقف السابق كيوكو، أشعل «البابا»)، زعيمة الكرادلة وحاكم بازل، كانت ترغب في تحرير الناس من المصائر التي منحها لهم نظام زينيث. جذبت رغبتها أتباع الكرادلة، ولا سيما روين، لكنها قُتلت على يد المتطرفين. كان موتها الحافز لأفعال روين وسوليفان.[9] تم التعبير عن فريدا بواسطة جولي ناثانسون باللغة الإنجليزية ويوكي ساكورا باللغة اليابانية.[10][11]

### قصة
تبدأ اللعبة عندما يخوض فاشيرون معركة مع هائج زفير. على الرغم من إطلاق النار على رأس زفير مرتين، إلا أنه لا يموت. يقرر فاشيرون اصطحابه كشريك في مجموعة صياد الخاصة به. بعد مرور بعض الوقت، ترى زفير وتحاول إنقاذ ليان وهي تقفز من فوق الجسر، وكلاهما ينجو بأعجوبة من السقوط الناتج. تنتقل القصة إلى الأمام لمدة عامين - يدير زفير وفاشيرون مجموعتهم مع لين، ويتولون وظائف غريبة في جميع أنحاء المدينة. ومن بين زبائنهم الكرادلة الحاكمون وأشخاص من الطبقات الدنيا من البرج. خلال مهماتهم، يواجهون حالات تغير مصير الناس بشكل غير متوقع، عكس المسار المحدد مسبقًا الذي حددته زينيث. كما دخلوا في مواجهات مع ريبيكا، وهي امرأة خارقة، وغير مستقرة عقليًا من خارج حدود بازل. اتضح أن Vashyron نفسه واجه ريبيكا عندما وصلت لأول مرة إلى بازل. أصيب بجروح قاتلة، ولكن زينيث أنقذته، وانتقامها من ريبيكا حطم عقلها.
- مع استمرارهم في تولي المهام، علم الثلاثة أن الكرادلة الحاكمين في المدينة مسؤولون مباشرة عن الأزمة. قبل أكثر من عشرين عامًا، تخيلت بريلات فريدا عالماً يكون فيه الناس متحررين من سيطرة زينيث. بينما كانت تحظى بشعبية بين الكرادلة، حيث كان أقرب حليف لها هو الكاردينال روين، أدت مُثُلها إلى قتلها على يد المتطرفين. ألقى روين باليأس بسبب وفاتها، وعندما أظهر الكاردينال سوليفان حقيقة زينيث، كان مقتنعًا بالعمل مع الكرادلة الآخرين لتحقيق رؤية فريدا. ابتكرت روين وسوليفان موضوعات اختبار مبرمجة للموت في أوقات محددة: كانت ليان رقم 20، مصممة للموت في عيد ميلادها العشرين. أطلق العالم المتعاطف اسمه جوريس سراح ليان، وعندما علمت الحقيقة، حاولت الانتحار قبل أن ينقذها زفير. في الوقت نفسه، درست سوليفان ريبيكا، التي طورت مناعة طبيعية ضد السموم خارج حدود بازل، وبحثت عن طريقة لطبع قوتها على الآخرين. كان زفير أحد الأشخاص الذين خضعوا للاختبار، إلى جانب شقيقة زفير، التي قتلت على يد زفير أثناء هيجانه.
- بحلول الوقت الذي تعلم فيه فاشيرون ورفاقه القصة الكاملة من الفقهاء، كان روين في وسط أزمة إيمان بسبب سيطرته على نظام Zenith من خلال خاتمه. أثناء مواجهة الحزب مع سوليفان حيث يهدد بتدمير كوارتز ليان، يطلق روين النار على سوليفان لمحاولة إثبات وجود قوة أعلى من خلال بقاء ليان. ثم واجه الثلاثة روين بشكل مباشر وأصابوه بجروح قاتلة، لكن سيطرة روين على نظام زينيث تحافظ على حياته. فاشيرون يدعو زفير وليان، رؤية المزيد من القتال لا طائل منه. خلال اعتمادات اللعبة، يستخدم روين قوته لإحياء الكرادلة، ثم يترك حلقة التحكم على قبر فريدا، وشوهد سوليفان يجتمع مع ريبيكا. في مشهد ما بعد الائتمان، تستكشف ليان وزفير وفاشيرون العالم النظيف الآن خارج بازل، وكشف أن كوارتز Leanne قد تم تثبيته بأمان في يدها.

## تطوير
تم تطوير صدى القدر على مدار ثلاث سنوات، بدءًا من عام 2007، باستخدام الاسم الرمزي مشروع كوبرا. تم تطوير اللعبة من قبل tri-Ace ، والتي تشمل ألعابها البارزة الأخرى ملف فالكيري الشخصي وسلسلة نجمة المحيط. كان من تاكايوكي سوجورو، وإنتاج ميتسوهيرو شيمانو وجون يوشينو، وبرمجته يويتشيرو كيتاو ويوشيهارو جوتاندا. في بداية التطوير، قرر الفريق على المفاهيم الأساسية: قصة تركز على مصير العالم، مكان يتم فيه إدارة حياة الإنسان، عدد محدود من الشخصيات، منطقة ألعاب موحدة كانت واسعة النطاق بينما لم تكن عالمًا مفتوحًا، ونظام قتال يدور حول الأسلحة النارية. أثناء مراحل التخطيط، تم أخذ وقت الإنتاج وتكاليفه في الاعتبار، وتم تخطيط جميع الميزات واختيارها بعناية بحيث يلزم قص أقل قدر ممكن من المحتوى. وفقًا لـ Suguro، بدأت اللعبة في التطوير على Xbox 360 لأنها كانت أول وحدة تحكم رئيسية من الجيل السابع يتم إصدارها، وكان من السهل نسبيًا تطوير الألعاب على النظام. تم نقله إلى، بلاي ستيشن 3 لاحقًا في الإنتاج.
يتمثل أحد العناصر الأساسية في طريقة اللعب في تركيزها على البنادق فوق السيوف والسحر. عند اتخاذ قرار بشأن أساسيات اللعبة، أراد الفريق خلق شعور سينمائي في المعارك. إذا كانوا قد ذهبوا مع نظام معركة أكثر تقليدية، فسيخسرون جودته السينمائية بسرعة بسبب انتشار القتال القريب. وبالمثل، أرادوا أن يستمر الشعور السينمائي طوال اللعبة بأكملها بدلاً من قصره على المشاهد السينمائية. كان التحدي الرئيسي هو تحقيق التوازن بين إمكانية الوصول والصعوبة عند التطوير لقاعدة لاعبين قد تتكون من كل من ألعاب الحركة ولاعبي RPG. أدى ذلك إلى إضافة عناصر الإستراتيجية. كانت هناك رغبة أخرى في إنشاء شيء جديد وجديد في سوق RPG. عند إنشاء أسلوب اللعب، نظر الفريق إلى أفلام الحركة مثل المصفوفة وتمرد أثناء بحثهم. على الرغم من حركتها السريعة، تعتمد اللعبة بشكل كبير على أسلوب اللعب الاستراتيجي القائم على الأدوار. أثناء التطوير المبكر، استندت اللعبة إلى نظام الوقت الفعلي وكان الهدف منها هو التحكم في شخصية واحدة فقط من قبل اللاعب؛ تم التعامل مع الاثنين الآخرين بواسطة الذكاء الاصطناعي للعبة (AI). بعد بعض الاختبارات، قرروا أن هذا من شأنه أن يخلق صعوبات غير مرغوب فيها في اللعب مثل موت الشخصيات خارج الشاشة دون أن يلاحظ اللاعب أو لا يوجهها الذكاء الاصطناعي بشكل صحيح.
عند تصميم نظام المعركة، قال كيتاو إن هدفين الرئيسيين هما إنشاء شيء لم يسبق له مثيل في RPG وتصميم شيء يمكن الوصول إليه ولكنه يمثل تحديًا. استمرت التعديلات على نظام المعركة من خلال التطوير، مع إجراء بعض التغييرات في اللحظة الأخيرة. كان نظام تخصيص البندقية في الأصل نظامًا قائمًا على الألغاز، ولكن تم تحويله لاحقًا إلى إعداد مخطط. كان من المقرر أن يتم تمثيل الأسلحة في الأصل بثلاثة أبعاد، لكن المشكلات الفنية حالت دون ذلك. بشكل عام، كان التطور مرهقًا عليه. كان أصعب جزء في دمج البنادق في النظام هو إنشاء نظام عملي لا يعتمد على آليات التصويب من منظور الشخص الأول والثالث. ولدت نوعا الضرر والتحركات الخاصة المختلفة في اللعبة من مناقشات الفريق حول كيفية توجيه الشخصيات الثلاثة القابلة للعب للعمل في انسجام تام، والتعامل مع أنواع مختلفة من الهجمات. كانت القدرة على الهجوم أثناء الحركة مستوحاة من اقتراح من الموظفين نابع من ألعاب الحركة التقليدية ومشاهد من أفلام الحركة في هوليوود. بالنسبة للكاميرا، قرر الفريق تحقيق التوازن بين التحكم المحدود أثناء دوران اللاعب والشعور بمزيد من الديناميكية أثناء الهجمات.
تم تطوير اللعبة باستخدام محرك خاص متعدد المنصات داخلي يسمى ASKA (هندسة معمارية تعتمد على المعرفة الفائقة ثلاثية الآس)، تم تطويرها بواسطة فريق بقيادة جوتاندا. كان المحرك قيد التطوير منذ عام 2005 وتم استخدامه لثلاث ألعاب مختلفة بالترادف: صدى القدر واكتشاف غير نهائي وستار أوشن: الأمل الأخير. بينما كان الموظفون راضين عن أدائها، كان لابد من تخصيصها لتلبية الاحتياجات المحددة لهذه اللعبة. يستخدم المحرك العديد من تقنيات الإضاءة والرسومات المتقدمة، بما في ذلك عرض النطاق الديناميكي العالي، وأدوات تظليل متعددة الطبقات لإدارة الطبقات الرسومية وتأثيرات الظل. تم تنفيذ تأثيرات ضبابية الحركة باستخدام تقنيات مشابهة لتلك الخاصة بالجيل الثاني من CryEngine. كان إنشاء ضبابية واقعية أثناء حركة الكاميرا معقدًا بسبب التناقضات الرسومية الناتجة عن هيكل ASKA. تم تصميم نظام منفصل للرسومات المؤقتة لمعالجة المشكلة. تستخدم البيئات والشخصيات عددًا منخفضًا نسبيًا من المضلعات من أجل تحرير الموارد لتقديم فريق التمثيل الرئيسي، الذي تستخدم نماذج شخصياته أربعة أضعاف عدد المضلعات مثل النماذج في عصر بلاي ستيشن 2. تستخدم وجوه الشخصيات الرئيسية 40 عظمة لحركة الوجه ويستخدم شعرهم 250. وهذا يتيح تعابير وجه أكثر تفصيلاً مقارنة بحركات الوجه التي تشبه الدمية لشخصيات ألعاب الفيديو السابقة. يستخدم شعر الشخصيات تظليلًا إضافيًا وقوامًا متعدد الطبقات لمنحه مظهرًا وسلوكًا نابضًا بالحياة. كانت محاكاة الفيزياء مشابهة لتلك المستخدمة في ملف فالكيريالشخصي Silmeria 2، لكنها تم تحسينها وتوسيعها لتلائم سعة الأجهزة الجديدة. كانت هناك اختلافات طفيفة بين التأثيرات الرسومية والأداء لعناوين بوكس 360 وبلاي ستيشن 3. كانت تأثيرات الظل والضبابية أكثر تعقيدًا في الإصدار 360. كان معدل الإطارات المقدر بـ 30 إطارًا في الثانية متطابقًا عبر كلا الإصدارين. تمكن الفريق من احتواء كل محتويات اللعبة على قرص واحد لكلا الإصدارين مع الحفاظ على أوقات التحميل قصيرة. كان هذا بسبب عدم رغبة طاقم العمل في معرفة اللاعبين عندما وصلوا إلى منتصف الطريق، مما أدى إلى إطالة الشعور بالمغامرة.
السيناريو والتصميم عدل

### السيناريو والتصميم
تم إنشاء القصة والسيناريو بواسطة سوجورو وماساكي نوريموتو، وكتب السيناريو نوريموتو وياسوشي أوتاكي. بالنسبة إلى نوريموتو، كان التحدي الأساسي الذي يواجهه هو تناول موضوعات القصة - الصراعات بين العدالة والشر، وطبيعة الله، والمصير - والتي كانت شائعة إلى حد ما في ألعاب تقمص الأدوار، ووضع طابع أصلي عليها. لم يكن يريد أن يصنع أبطالًا وأشرارًا محددين، مما يطمس الخطوط الفاصلة بين الصديق والعدو، ويتبع كل شخصية أجندتها المفهومة. قرر الفريق على جمالية steampunk على إعداد الخيال العلمي لأن الأخير سيتطلب إعدادًا مستقبليًا بعيدًا جدًا. تم اختياره أيضًا لأن steampunk كان نادرًا في ألعاب الفيديو. كما أن طريقة اللعب القائمة على السلاح دفعت اللعبة إلى وضع أكثر واقعية. تم تصور نظام زينيث باعتباره مكافئًا للحاسوب الفائق من الخيال العلمي، والذي يرتبط بعناصر القصة المحيطة بسيطرة زينيث على الإنسانية. ينبع اختيار جعل زينيث آلة محايدة من عدم رغبة الفريق في وجود قوة خارجية خارج الشاشة لإلهاء اللاعب عن السرد الرئيسي. قرر الكتاب جعل زينيث نتاجًا لثقافة سابقة بدلاً من الإبداع المعاصر. أدى تأثير نظام Zenith على مصير شعبها إلى ظهور فكرة تصميم التروس، وخلق عالم من الساعة.  يتناسب هذا الشكل الخاص بالقوة غير العضوية التي تتحكم في الإنسانية مع موضوع تعبير القوة البشرية عن التعبير، حيث يعمل بمثابة ثقل موازن لتأثير زينيث. يعكس التصميم العام لبازل طبيعتها الميكانيكية، لكونها قاتمة وغير عضوية ، ولكن توجد خطوط ملونة من خلال الإشارات إلى ديانة المدينة لتحقيق التوازن بين ذلك.
تم التعامل مع تصميمات الشخصيات والعالم من قبل المخرج الفني كينتارو كاغامي والفنان ومصمم الرسومات ماساشي ناكاجاوا. كانت ليان هي الشخصية الأولى التي تم تصورها، قبل الانتهاء من معظم مفاهيم اللعبة. والثاني هو زفير، الملقب ب فتى الشياطين، والثالث كان فاشيرون، الذي أطلق عليه لقب الرجل المحترم، بينما كان يُنظر إليه في الأصل على أنه شخصية متلألئة، تمت إعادة صياغته كشخصية الأخ الأكبر ، مما أدى بدوره إلى المشهد حيث قتال هو وزفير لأول مرة. تصور الأعمال الفنية المبكرة لروين موقعه كشخصية ذات سلطة تطل على العالم من نظام زينيث. وفقًا لكاجامي، تم إنشاء أعماله الفنية الشخصية بالتشاور مع نوريموتو وسوجورو. مرت الشخصيات الرئيسية الثلاثة بمراجعات متعددة للتصميم. بينما تم تصميم زفير وفاشيرون ليعكسوا البيئة القاتمة لبازل ، كان من المفترض أن يتناقض ليان معهما. كان زفير في البداية شخصية أخف وزنا وأقل عدائية بسبب كونه أصغر من ليان. على عكس الشخصيات الأخرى، مر تصميم فاشيرون بعملية تطوير سلسة إلى حد ما، مع بقاء ملابسه متسقة خلال مرحلة التصميم. استغرقت ملابس ليان وقتًا طويلاً للانتهاء منها: الإصدارات السابقة منها كانت مبنية على مفهوم كونها واعية بالموضة، لكن هذا جعلها تبدو غريبة بجانب الشخصيات الأخرى. تم تحديد طاقم الممثلين الصغير في مرحلة مبكرة، إلى جانب تعديل الشخصيات الذكورية لتبدو أقل أنوثة من الآخرين من ألعاب تقمص الأدوار اليابانية. تم إجراء التغيير الأخير مع مراعاة الجمهور الغربي.

### صوت
تم تأليف موسيقى صدى القدر بواسطة موتوي ساكورابا وكوهي تاناكا: قام ساكورابا بالعمل على عناوين متعددة لعناوين ثلاثية الآس، في حين أن أكثر أعمال تاناكا شهرة كانت في سلسلة حروب ساكورا لسيجا. بدأ عملهم في عام 2009. طُلب من المؤلفين التعاون في فيلم صدى القدر بواسطة tri-Ace و Sega على التوالي. كان ساكورابا في الأصل سيؤلف 41 مسارًا للعبة، ولكن أثناء التطوير زاد العدد إلى 77. وبلغت مساهمة تاناكا ما بين 30 و 40 قطعة. قيل لساكورابا أن يصنع الموسيقى بأسلوب قديم بدون أفكار مهيمنة واضحة، بينما كان تاناكا يتمتع بحرية كبيرة. كان أحد التوجيهات الرئيسية هو أن المقطوعات الموسيقية يجب أن تتناقض مع بعضها البعض. تعامل ساكورابا مع موسيقى المعركة في اللعبة، حيث استخدم العديد من مقطوعاته عنصرًا قويًا لموسيقى الروك باستخدام آلات توليف تهدف إلى محاكاة الموسيقى من الستينيات والسبعينيات. كانت بعض مقطوعاته خارج أسلوبه المعتاد عن عمد، باستخدام المزج التناظري والبيانو الكهربائي وتسجيل الصوت الناتج بعد تغذيته من خلال مكبرات صوت ليزلي. كما أنه عمل ضد التقاليد من خلال ارتجال بعض القطع. قام تاناكا بتأليف مقطوعات للقطات السينمائية ومناطق المدينة وموضوع العنوان؛ طُلب منه التركيز على آلات الأوركسترا الملكية، تم تسجيل مقطوعاته مع مجموعة من موسيقيي الاستوديو في قاعة هيتومي التذكارية والذين كانوا قادرين على محاكاة تأثير أوركسترا كاملة.
بدأ التسجيل الصوتي الياباني للعبة قبل عامين من إطلاقها في عام 2008. وكان العديد من الممثلين الصوتيين قد عملوا على ألقاب ثلاثية آيس أخرى في الماضي. إلى جانب مجرد إعطاء التوجيهات لأدائهم، تمكن الممثلون من المساهمة في شخصيات الشخصيات. تمت مراجعة العديد من الشخصيات بناءً على الاقتراحات التي قدمها ممثلو الصوت أثناء التسجيل. استمتع فريق العمل بتجربتهم، حيث منحتهم اللعبة الفرصة لمجموعة كبيرة من العروض، من المشاهد الكوميدية إلى المشاهد الدرامية. بشكل عام، كانت عملية الإنتاج لكل من الفاعلين وموظفي التطوير إيجابية. بدأ تسجيل الصوت باللغة الإنجليزية في أغسطس 2009 تحت إشراف شركة تم التسجيل في استوديوهات في لوس أنجلوس، وأشرف عليه شيمانو وسوجورو. عند الحديث عن وجهة نظره عن الممثلين الثلاثة الرئيسيين، أعجب شيمانو، وأثنى على نطاق DiCocco وتعبيرها عن Leanne وأشار إلى أداء Menville حيث تطلب Zephyr عمليات إعادة تسجيل أقل من الممثلين الآخرين.

### حرر
تم التلميح إلى رنين القدر لأول مرة قبل أبريل 2009، ثم تم الإعلان عنها على أنها لعبة آر بي جي لغز بلا عنوان في بداية الشهر. ووفقًا لشيمانو ، فقد تم نشر اسمها الرمزي مشروع كوبرا قبل الكشف عنها، ولكن لم يشك أحد في أي شيء بخصوص طبيعتها الحقيقية. تم الكشف عن لقبها الياباني الرسمي، جنبًا إلى جنب مع تفاصيل مثل شراكة Tri-Ace مع Sega، في 8 أبريل 2009. يمثل فيلم Resonance of Fate أول تعاون بين Tri-Ace و Sega - تم نشر معظم ألعاب Tri-Ace السابقة بواسطة Square Enix. كان سبب الاختيار ذا شقين: أرادت شركة tri-Ace ناشرًا مختلفًا بسبب الطبيعة المتطرفة للعبة الجديدة، وأرادت Sega الحصول على عنوان لاقتحام سوق RPG. نظرًا لأن رنين القدر بدا فريدًا بما يكفي للظهور في السوق، وافقت Sega على تولي مهام النشر. وفقًا للموظفين، كان العنوان الياباني في الأصل إما صدى القدر أو صدى الزمن ، لكن Sega طلبت تغييره إلى End of Eternity. يتماشى هذا مع الاتجاه السائد بين العديد من الألعاب اليابانية للإشارة إلى النهايات في عناوينها. تم الإعلان عنه رسميًا لإصدار غربي في مايو 2009. ظهرت اللعبة لأول مرة في اليابان في 28 يناير 2010 مع إصدار مارس في أمريكا الشمالية ومناطقPAL. جاءت النسخة الأوروبية مع توطين النص باللغات الإنجليزية والفرنسية والألمانية والإسبانية والإيطالية.

## استقبال
| استقبال |                          |
| --- | ------------------------ |
| مجموع النقاط المجموع نقاط ميتاكريتيك PS3: 72/100 [ 32 ] X360: 74/100 [ 33 ] نتائج المراجعة نشرة نقاط يورو غيمر 8 out of 10 [ 34 ] فاميتسو 34 out of 40 [ 35 ] غيم سبوت 8.5 out of 10 [ 36 ] غيم تريلرز 8.0 out of 10 [ 37 ] آي جي إن 7.0 out of 10 [ 38 ] بي.إس.إم. [ 39 ] RPGFan 88% [ 40 ] |                          |
| مجموع النقاط |                          |
| المجموع | نقاط                     |
| ميتاكريتيك | PS3: 72/100 X360: 74/100 |
| نتائج المراجعة |                          |
| نشرة | نقاط                     |
| يورو غيمر | 8 out of 10              |
| فاميتسو | 34 out of 40             |
| غيم سبوت | 8.5 out of 10            |
| غيم تريلرز | 8.0 out of 10            |
| آي جي إن | 7.0 out of 10            |
| بي.إس.إم. | [ 39 ]                   |
| RPGFan | 88%                      |

تلقى فيلم صدى القدر تقييمات «إيجابية إلى حد ما»، وفقًا لمجمع مراجعة ألعاب الفيديو ميتاكريتيك. تم إطلاق اللعبة في اليابان مع بيع 145000 نسخة في الأسبوع الأول عبر كلا النظامين، لكنها أسقطت قائمة أفضل 30 شركة Media Create في غضون شهر واحد. كان النقاد أكثر صراحة في مدحهم أسلوب اللعب ونظام المعركة. وصفت يوروجامير تصميمها المبتكر بأنه أحد أكثر الأساليب إلهامًا في لعبة فيديو لعب الأدوار التي شوهدت خلال عقد من الزمان. صرحت IGN أن نظام المعركة في صدى القدر قوي بما يكفي لربط كل شيء معًا وأضاف نظام القتال الفريد يتقدم ليصبح نجم العرض. لاحظت جيم سبوت أن التصوير السينمائي المستخدم أثناء أحداث البطل مبالغ فيه ومثير للمشاهدة لدرجة، أنه يجعل من المعارك متعة للمشاركة فيها. أشاد USgamer أيضًا بالإيقاع الأسرع لنظام القتال وتركيزه على العمل الجماعي لكسب المعارك. لكن بعض المراجعين أشاروا إلى أن تدفق القتال في صدى القدر مربك في البداية، خاصة إذا لم تأخذ البرنامج التعليمي الاختياري.  كانت اللعبة هي الوصيفة لجائزة RPGamer لأفضل نظام معركة.]
خارج نظام المعركة، علقت جيم سبوت بأن العرض العلوي المفصل بشكل ضئيل لخريطة العالم يعطي انطباعًا عن لعبة لوحة، وتحتاج إلى استخدام عقلية لعبة الألغاز لاستخدام القطع المحدودة بفعالية لمسح العدد المناسب من المربعات. إنها طريقة ممتعة لفتح أماكن جديدة لاستكشافها، بل إنها مرتبطة بالقتال. أشاد النقاد أيضًا بنظام تخصيص السلاح، نظام ترقية السلاح يضع لمسة فريدة على المعايير التقليدية. على الرغم من أنك تربح سلاحًا جديدًا عرضيًا، إلا أنك تقضي وقتًا أطول في تحسين سلاحك الناري الحالي."  أعطى RPGamer اللعبة أصليها الأكثر جائزة، لتقديم تجربة ألعاب لا مثيل لها في العام الماضي، بما في ذلك نظام قتال فريد يؤكد على القتال التكتيكي، والطريقة الإستراتيجية التي فُتحت بها خريطة العالم، والقدرة على تعديل كل جانب تقريبًا من جوانب ظهور الشخصيات، وطريقة سرد قصتها. كانت اللعبة هي الوصيفة الثانية لجائزة أفضل ألعاب RPG على وحدة تحكم RPG والأكثر التغاضي عنها.
من ناحية أخرى، تلقت القصة آراء متباينة رغم أن بعض النقاد تجاوزوا هذه العيوب. كتب جيم سبوت أن القصة في صدى القدر تُروى بطريقة مطولة ومتكاملة لا تكشف سوى عن أجندتها عشرات الساعات في مهمتك ولكن ما يجعل هذه القصة جذابة حتى قبل أن يصبح هدفك النهائي واضحًا هو أن الشخصيات متطورة بشكل جيد ويسهل الارتباط بها، مستنتجًا أن القصة الملتوية توفر الضحك والدراما.  أشار مدمر إلى أن صدى القدر يبني عالمه في الغالب من خلال الاستدلال والتضمين بدلاً من العرض وأضاف الرئيسي كون الحبكة رثة إلى حد ما، فإنها لا تصعد حقًا إلى نوع النطاق الملحمي الذي يتوقعه المرء من هذا النوع. أشاد RPGamer بالقصص ، مشيرًا إلى أنه يستخدم«إعداد خيال علمي مستقبلي كخلفية لسرد قصة شخصياتها الرئيسية اللذين يحاولون البقاء على قيد الحياة في عالم مستقبلي أصيب بالجنون. اختارت اللعبة لتكون في المركز الثاني لجائزة أفضل سيناريو، لإحياء الشخصيات والقيام بعمل مذهل مع الترجمة». كانت اللعبة أيضًا المركز الثاني لجائزة RPGamer لأفضل صوت تمثيلي.
انقسم النقاد أيضًا حول رسومات اللعبة وسرعتها. صرح مدمر أنه على الرغم من التفاصيل، فإن معظم البيئات تتناوب بين اللون الرمادي الخرساني والأحمر القرميد. رددت جيم سبوت انتقادات "الافتقار إلى التنوع البصري. أضاف IGN أن "خريطة العالم والأبراج المحصنة تبكي لمزيد من التفاصيل . " على الرغم من ذلك، سمحت مدمر بأن الملابس الملونة تساعد في تعويض لوحة الألوان المحدودة للعبة. لم تعجب IGN حقيقة أن" ارتفاعات الصعوبة الكبيرة تتداخل بين الحين والآخر «و» تم إنشاء صدى القدر بالنسبة لأولئك الذين يستمتعون بالطحن. على النقيض من ذلك، أحب مراجع جيم سبوت هذا الجانب من اللعبة، تحتاج إلى استخدام كل خدعة تعلمتها، وبعضها ربما لم تكن قد أدركته حتى الآن، لمعالجة هذه الخدعة الوحوش، ولكن لا يوجد شيء حلو مثل الإطاحة بشيء عذبك لفترة طويلة.

## تراث
صدر كتاب فني بعنوان نهاية أعمال تصميم الخلود، في 11 يونيو 2010 في اليابان. تم نشره بواسطة، شركة، إنتربرين ،  هذا الكتاب الفني المكون من 176 صفحة مقسم إلى أربعة فصول: الشخصية، العدو، وجهة النظر العالمية والمزايا.
تظهر شخصيات وأزياء رنين القدر، في عدد من ألعاب Sega الأخرى. في عام 2010 مشروع هاتسون ميكو، يمكن لـ فوكالويد فوكالويد كاجامين رين الحصول على زي ليان. زفير وفاشيرون وليان هي الشخصيات الثلاثة، التي تمثل صدى القدر في منطقة المشروع X، وهي لعبة فيديو نامكو-كابكوم-سيجا ميجا كروس أوفر نينتندو 3DS زيفي وليان هما وحدة زوج بينما فاشيرون هي وحدة فردية. وأيضًا العديد من الأعداء من رنين القدر كوحدات معادية. يعود الثلاثي في المشروع X المنطقة 2، هذه المرة مع زفير وفاشيرون كونهما وحدة الزوج وليان كوحدة فردية. يظهر الكاردينال جاريليانو أيضًا في اللعبة كشخصية غير قابلة للعب.
في عام 2012، أرجع جوستين جونسن من موقع 1UP.co، الفضل إلى اللعبة في إعادة تعريف نظام المعركة القائم على الأدوار، في محاولة لتحويله إلى فيلم رسوم متحركة تفاعلي. وفقًا لجونسن، ما نراه هنا حقًا هو محاولة أولية لتسلسل رسوم متحركة مباشر وتفاعلي. تسلسل يقرر فيه اللاعب ما حدث، وما هي الهجمات التي تم استخدامها لقتل فتحات الورق المقوى على اليسار. وقد عزا الفضل إلى اللعبة في إنقاذ JRPGو تجديدها حقًا من أجل المزيد من التكنولوجيا المتقدمة.
في 18 سبتمبر 2018، تم الكشف عن إعادة إصدار صدى القدر، على بلاي ستيشن 4، وعلى بخار للكمبيوتر الشخصي كـ "4K / HD Remaster. كان تاريخ الإصدار 18 أكتوبر 2018.
تلقى فيلم صدى القدر تقييمات إيجابية إلى حد ما، وفقًا لمجمع مراجعة ألعاب الفيديو ميتاكريتيك. تم إطلاق اللعبة في اليابان مع بيع 145000 نسخة في الأسبوع الأول عبر كلا النظامين، لكنها أسقطت قائمة أفضل 30 شركة في إنشاء الوسائط في غضون شهر واحد. كان النقاد أكثر صراحة في مدحهم أسلوب اللعب ونظام المعركة. وصفت يوروجامير تصميمها المبتكر بأنه، "أحد أكثر الأساليب إلهامًا في لعبة فيديو لعب الأدوار التي شوهدت خلال عقد من الزمان."  صرحت IGN أن نظام المعركة في صدى القدر، قوي بما يكفي لربط كل شيء معًا وأضاف نظام القتال الفريد، يتقدم ليصبح نجم العرض. لاحظت جيم سبوت أن التصوير السينمائي المستخدم أثناء أحداث البطل مبالغ فيه ومثير للمشاهدة لدرجة أنه يجعل من المعارك متعة للمشاركة فيها. أشاد USgamer أيضًا بالإيقاع الأسرع، لنظام القتال وتركيزه على العمل الجماعي لكسب المعارك. لكن بعض المراجعين أشاروا إلى أن تدفق القتال في صدى القدر مربك في البداية، خاصة إذا لم تأخذ البرنامج التعليمي الاختياري. كانت اللعبة هي الوصيفة لجائزة RPGamer لأفضل نظام معركة.
خارج نظام المعركة، علقت جيم سبوت بأن العرض العلوي المفصل بشكل ضئيل، لخريطة العالم يعطي انطباعًا عن لعبة لوحة، وتحتاج إلى استخدام عقلية لعبة الألغاز لاستخدام القطع المحدودة، بفعالية لمسح العدد المناسب من المربعات. إنها طريقة ممتعة لفتح أماكن جديدة لاستكشافها، بل إنها مرتبطة بالقتال، أشاد النقاد أيضًا بنظام تخصيص السلاح، نظام ترقية السلاح يضع لمسة فريدة على المعايير التقليدية. على الرغم من أنك تربح سلاحًا جديدًا عرضيًا، إلا أنك تقضي وقتًا أطول في تحسين سلاحك الناري الحالي.  أعطى RPGamer اللعبة أصليها الأكثر جائزة، لتقديم تجربة ألعاب لا مثيل لها في العام الماضي، بما في ذلك نظام قتال فريد يؤكد على القتال التكتيكي، والطريقة الإستراتيجية التي فُتحت بها خريطة العالم، والقدرة على "تعديل كل جانب تقريبًا من جوانب ظهور الشخصيات وطريقة سرد قصتها. كانت اللعبة هي الوصيفة الثانية لجائزة أفضل ألعاب RPG على وحدة تحكم RPG والأكثر التغاضي عنها.
من ناحية أخرى، تلقت القصة آراء متباينة رغم أن بعض النقاد تجاوزوا هذه العيوب. كتب جيم سبوت أن القصة في صدى القدر تُروى بطريقة مطولة ومتكاملة لا تكشف سوى عن أجندتها عشرات الساعات في مهمتك، ولكن ما يجعل هذه القصة جذابة حتى قبل أن يصبح هدفك النهائي واضحًا هو أن الشخصيات متطورة بشكل جيد ويسهل الارتباط بها، مستنتجًا أن القصة الملتوية توفر الضحك والدراما. أشار مدمر إلى أن صدى القدر يبني عالمه في الغالب من خلال الاستدلال والتضمين بدلاً من العرض الرئيسي كون الحبكة رثة إلى حد ما، فإنها لا تصعد حقًا إلى نوع النطاق الملحمي الذي يتوقعه المرء من هذا النوع.أشاد RPGamer بالقصص ، مشيرًا إلى أنه يستخدم إعداد خيال علمي مستقبلي كخلفية لسرد قصة شخصياتها الرئيسية يحاولون البقاء على قيد الحياة في عالم مستقبلي أصيب بالجنون. اختارت اللعبة لتكون في المركز الثاني لجائزة أفضل سيناريو، لإحياء الشخصيات والقيام بعمل مذهل مع الترجمة، كانت اللعبة أيضًا المركز الثاني لجائزة RPGamer لأفضل صوت تمثيلي.

## روابط خارجيه
الموقع الرسمي 
- الموقع الرسمي